# Accord Paulet-Newcombe
L'accord Paulet-Newcombe ou ligne Paulet-Newcombe est un accord conclu en mars 1923 entre les gouvernements français et britannique portant sur les frontières entre le mandat français en Syrie et au Liban d'une part, et le mandat britannique en Palestine d'autre part. Les actuelles frontières israélo-libanaise et israélo-syrienne sont définies par ces accords, exception faite des zones contestées à la suite des conflits de 1948, 1967 et 1973 entre Israël d'une part, le Liban et la Syrie d'autre part,. 
Avant la création des mandats français et britanniques en 1920, les pays concernés s'inscrivaient dans l'Empire ottoman. Il n'y avait pas de frontière au sein de cet Empire, mais des  divisions administratives en provinces. La circulation était libre entre les territoires nommés dès 1920 Palestine, Liban, Syrie, qui correspondent à la moutassarifat de Jérusalem, au vilayet de Beyrouth, à la moutassarifat du Mont-Liban, au vilayet de Syrie, et au vilayet d'Alep d'avant la présence européenne.
Un accord préliminaire de décembre 1920 définissait, de façon moins détaillée, la frontière entre les territoires des mandats français et britannique. Les deux accords de 1920 et de Paulet-Newcombe forment les accords frontaliers franco-britanniques. 
La frontière entre le Liban et la Syrie n'est pas définie par ces accords parce qu'elle était considérée comme relevant de la politique française exclusivement. De même, la frontière entre la Palestine et la future Jordanie était censée relever des affaires britanniques (elle a été fixée en 1922 dans un texte britannique, le mémorandum transjordanien), ainsi que la frontière entre le protectorat britannique de Transjordanie et l'Irak. Quant à la frontière entre la Syrie sous mandat français et l'Irak sous mandat britannique (appelé Mandat britannique en Mésopotamie), elle a été tracée en 1920 puis redéfinie en 1932 au moment de l'accès de l'Irak à l'indépendance,.
L'accord Paulet-Newcombe de 1923 tire son nom des deux lieutenants-colonels chargés de cartographier précisément les frontières et de rédiger l'accord : le lieutenant-colonel français N. Paulet et le lieutenant-colonel britannique S. F. Newcombe (en).

## Accords franco-britanniques antérieurs

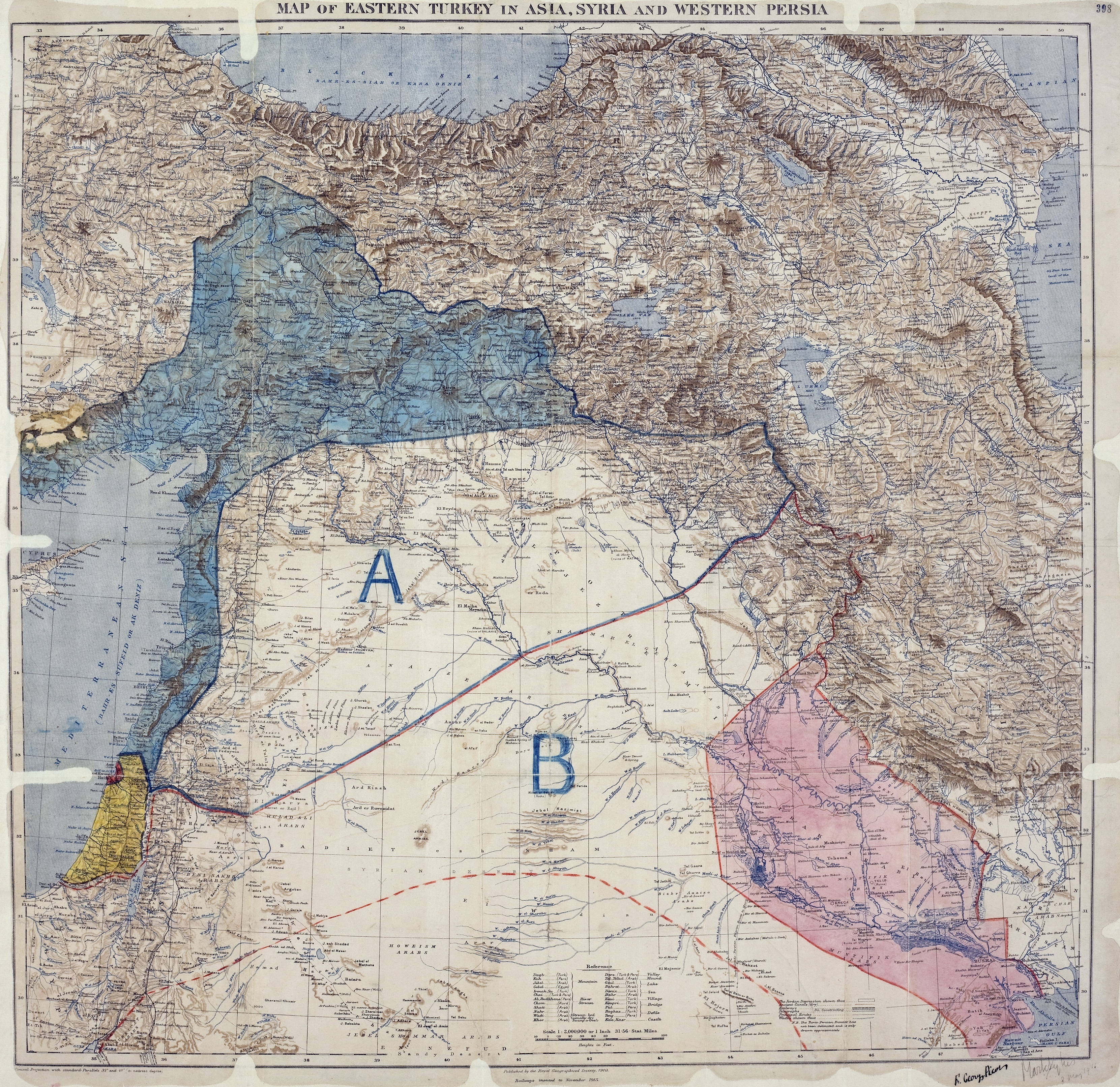
Carte des accords secrets Sykes-Picot conclus entre le Royaume-Uni et la France en 1916 ; les zones bleue et A sont « françaises » ; les zones rouge et B sont « britanniques ».

### Accords Sykes-Picot de 1916
La ligne séparant les zones sous contrôle britannique et français dans la région a été définie par les deux grandes puissances coloniales européennes pour la première fois dans le cadre de l'accord Sykes-Picot de 1916. 
Les frontières tracées de manière schématique en 1916 ont été par la suite précisées ou modifiées en fonction de rapport des forces militaires sur le terrain et au gré des négociations. Ainsi par exemple la Palestine qui, selon les accords de 1916, était censée devenir une zone internationale sous le contrôle de la France, de la Grande-Bretagne, de la Russie, de l'Italie, et d'un représentant arabe, a été cédée en définitive aux Britanniques.
L'armée britannique a occupé la Palestine et la Syrie à la fin de la Première Guerre mondiale et, en 1920, l'armée française a envahi la Syrie. Le 8 août 1920, les Français confirment aux Britanniques qu'ils respecteront la ligne Sykes-Picot et ne déplaceront aucune force militaire vers le sud (vers la zone « B »).

### Accord préliminaire de décembre 1920
La frontière entre les futurs mandats britannique et français a été déterminée en termes généraux dans la "Convention franco-britannique sur certains points liés aux mandats pour la Syrie et le Liban, la Palestine et la Mésopotamie" de 1920, signée par Charles Hardinge, ambassadeur britannique en France, et Georges Leygues, ministre français des Affaires étrangères, le 23 décembre 1920 à Paris,. 
Voici le tracé de la frontière prévu en 1920, qui demeure présenté de manière schématique : « la frontière devait d’abord suivre le Tigre, depuis Jazirat Ibn Umar (Cizre) jusqu’à la limite des anciens vilayets de Diyarbakir et de Mossoul, et de là jusqu’à une localité appelée Rumaylan Köy. Elle se dirigeait ensuite en ligne droite vers l’Euphrate qu’elle franchissait à Abu Kamal, avant de rejoindre la localité d’Imtan dans le sud du Djebel Druze. Entre ce dernier point et le chemin de fer du Hedjaz, qu’elle rejoignait à Nasib à 13 km au sud-est de Darca, la frontière traversait le djebel Druze en laissant en zone britannique tout le piémont méridional du massif. Elle suivait ensuite la voie ferrée et la vallée du Yarmouk. Plus à l’ouest enfin, la convention introduisait un certain nombre de retouches par rapport aux accords Sykes-Picot, au profit de la Palestine britannique et de la colonisation sioniste (région de Safed et de la Houla) »,.
Cet accord divise les hauteurs du Golan et en place la majeure partie en Syrie, donc dans la zone française, et une petite partie en Palestine dans la zone britannique, point qui sera modifié en 1923, le Golan devenant alors entièrement syrien.
Le traité a établi une commission mixte pour régler les détails précis de la frontière et la marquer sur le terrain,.

## Accord de mars 1923
L'accord Paulet-Newcombe confirme certains points de l'accord franco-britannique de 1920, et en modifie d'autres en fonction de l'évolution du poids des deux puissances mandataires sur la scène internationale et en fonction des enquêtes menées sur le terrain ; il apporte des précisions sur l'accès à l'eau, un des points névralgiques des négociations.

### Frontière libano-palestinienne devenue israélo-libanaise

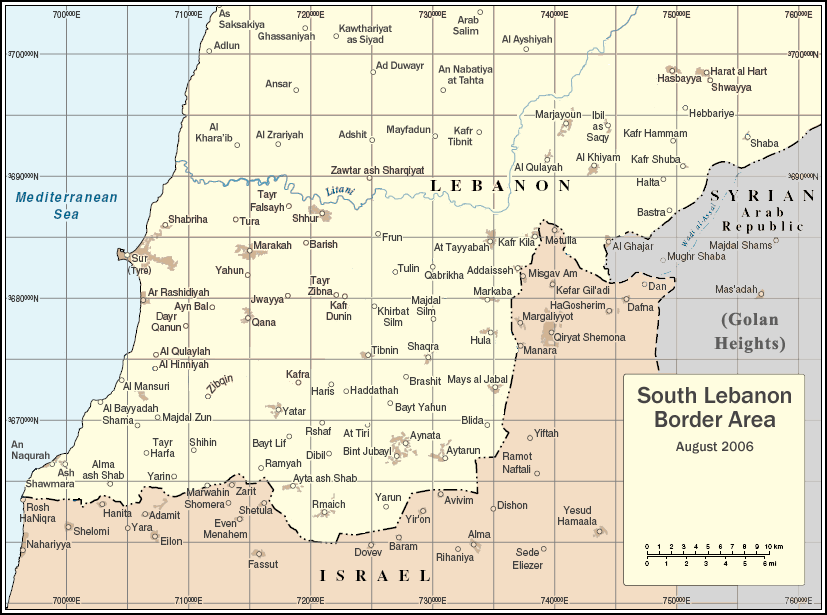
Carte des Nations unies du Liban du Sud (août 2006). La frontière suit la ligne Paulet-Newcombe de 1923. Elle part de Ras al-Naqoura-Rosh HaNikra à l'ouest, et monte jusqu'à un point de jonction des frontières près de Al Ghajar à l'est.

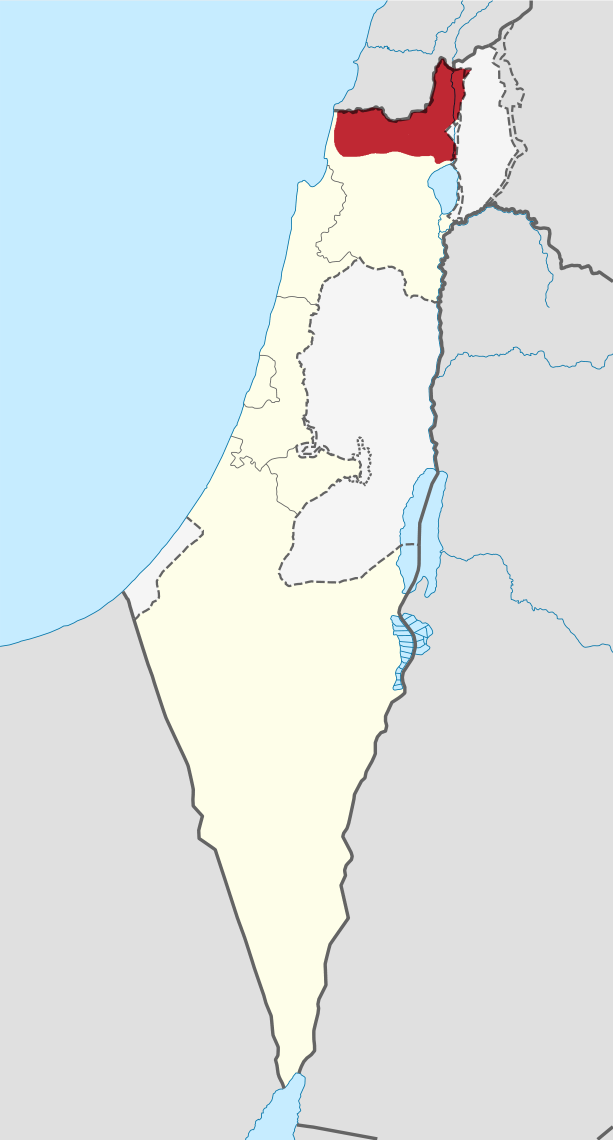
Le Doigt de Galilée sur la frontière nord de la Palestine mandataire / d'Israël.

Le mouvement sioniste plaide auprès de la Grande-Bretagne pour que l'accord de 1920 soit modifié dans le sens d'un agrandissement de la Palestine mandataire. Les sionistes voulaient absorber dans la Palestine sous mandat britannique le fleuve Litani (dans l'actuel Liban), ainsi que la rivière Hasbani (actuel Liban), où ils avaient projeté d'installer une centrale hydroélectrique. La frontière idéale des sionistes partait de Sidon (Saïda dans l'actuel Liban) sur la côte méditerranéenne, 57 kilomètres au nord de la frontière finalement tracée en 1923, et s'étendait à l'est jusqu'à Rashaya (dans l'actuel Liban), ensuite elle redescendait tout en intégrant en Palestine le mont Hermon (Jabal ash-Shaykh, dans l'actuel Liban), le Golan (revenu à la Syrie), et l'actuelle Jordanie. La Grande-Bretagne n'a pas suivi sur ces points les revendications sionistes, et a convenu avec les Français que la frontière libano-palestinienne passerait plus au sud, comme prévu en 1916 et 1920,.  
En revanche, la Grande-Bretagne accède à la demande du mouvement sioniste en traçant une frontière qui monte jusqu'à Metoula, formant un corridor géographique appelé doigt de Galilée, malgré les désavantages topographiques de cette bande étroite de terre difficile à défendre, dominée par les hauteurs du Golan et du mont Hermon. S. F. Newcombe lui-même était défavorable à l'inclusion de Metoula dans le mandat britannique, considérant que ce village abritait quelques familles juives seulement, et qu'il ne valait pas la peine de s'aliéner les autres habitants du territoire, des chiites syriens et libanais qui n'apprécieraient pas d'être séparés par une frontière de leurs propriétés. Cependant le Colonial Office a rejeté ce raisonnement et a donné la primauté au mouvement sioniste,. Les Français ont protesté contre ce tracé ; un officier français écrit à propos des conséquences du rattachement de la vallée de la Houla à la Palestine : « Cette ligne [de la frontière] dont la seule justification est de satisfaire les souhaits des Juifs et de la Grande-Bretagne, sacrifie non seulement les intérêts français, mais aussi ceux d'environ 30 000 habitants afin de rattacher à la Palestine la colonie juive de Metullah avec ses 150 habitants».
Le Liban en gestation, qui, dans les accords Sykes-Picot (1916), devait inclure le doigt de Galilée, voit son territoire diminué par les accords de 1923.
La ligne Paulet-Newcombe demeure la référence, un siècle après la signature de l'accord, pour la délimitation de la frontière entre Israël et le Liban. L'ONU a suivi la ligne Paulet-Newcombe en 2000 pour établir le tracé de la ligne bleue au-delà de laquelle Israël devait retirer ses troupes hors du Liban.
- L'accord Paulet-Newcombe maintient l'intégration du fleuve Litani et du mont Hermon dans la zone française, au Liban, comme prévu dans l'accord de 1920. Il fait passer la frontière libano-palestinienne de Ra's al-Naqoura (Rosh HaNikra) sur la côté méditerranéenne, à la vallée de la Houla à l'ouest (jusqu'à un tripoint à proximité de Al Ghajar).
- L'accord Paulet-Newcombe maintient l'intégration du doigt de Galilée dans la Palestine sous mandat britannique, déjà prévue dans l'accord de 1920 (qui modifiait les accords de 1916) ; ainsi la frontière monte au nord pour inclure dans la Palestine la colonie juive de Metoula (Metulah).

### Frontière palestino-syrienne devenue israélo-syrienne

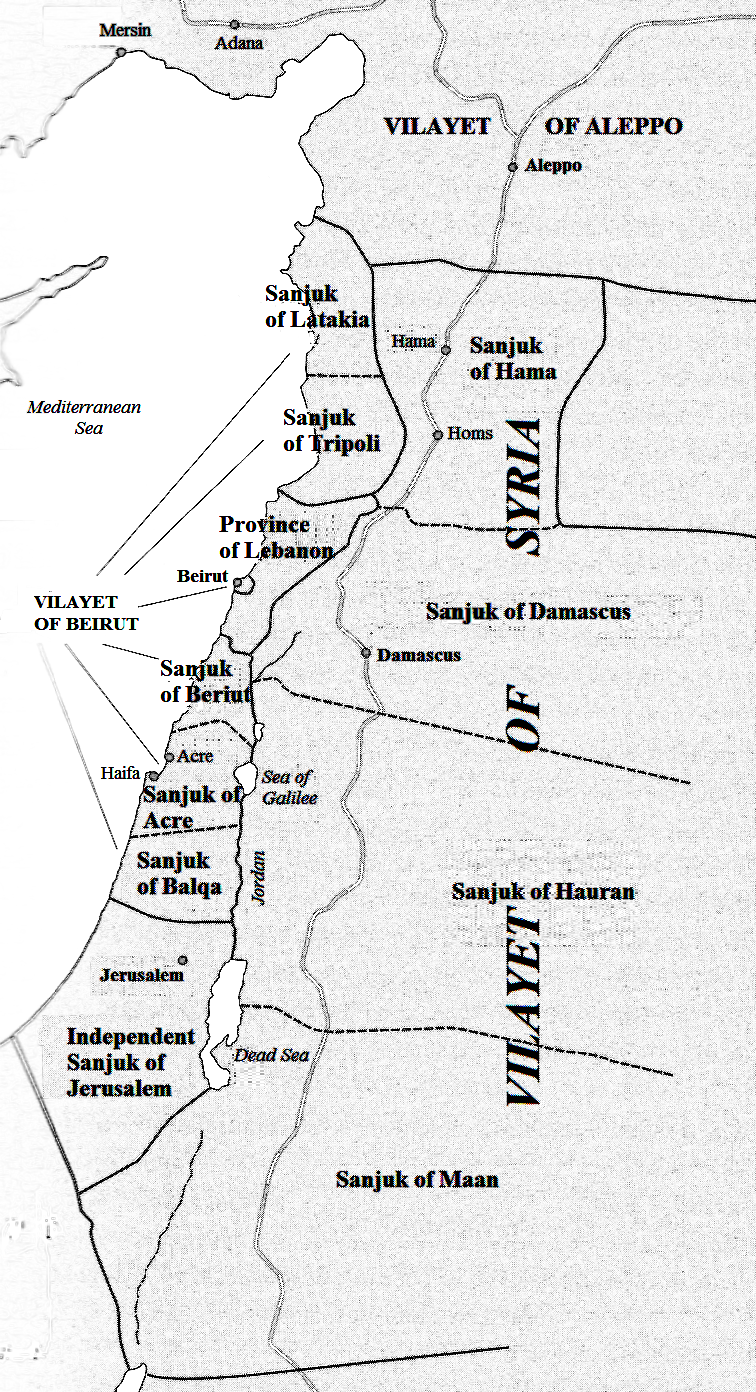
Carte des provinces ou vilayet ottomanes vers 1914. Les vilayet sont divisés en districts ou sandjaks).

Frontière palestino-syrienne puis israélo-syrienne. À l'ouest, la Palestine-Israël ; à l'est, la Syrie. Les limites des vilayet ottomanes, qui n'étaient pas des frontières, sont en rouge (vilayet de Beyrouth à l'ouest, vilayet de Syrie à l'est). Les frontières selon l'accord de 1920 sont en jaune. Les frontières selon l'accord de 1923 sont en bleu. À l'est le Plateau du Golan, qui était en Syrie dans l'Empire ottoman comme selon les frontières de 1920 et de 1923 ; il est annexé par Israël en 1967.

La question des ressources en eau est centrale dans les contentieux récurrents qui entourent cette frontière après la création d'Israël en 1948. 
La frontière syrienne Paulet-Newcombe ayant été dessinée par la France, puissance mandataire en Syrie, n'est pas reconnue par la Syrie après l'accès de ce pays à l'indépendance en 1946, qui la considère comme coloniale, arbitraire, tracée sans prise en compte des frontières naturelles, ni consultation des peuples concernés.
Cette frontière de 1923 s'établit ainsi :
- Le Golan revient entièrement à la France (il n'est plus divisé comme dans l'accord de 1920)[12], en Syrie. La frontière nord-est s'est donc déplacée légèrement vers l'ouest (réduisant la superficie de la Palestine, augmentant celle de la Syrie) pour éviter de morceler les terres de l'émir Mahmud El-Fa'ur, nationaliste arabe qui avait participé à la révolte arabe de 1916-1918, chef d'une tribu de bédouins, et qui résidait dans les hauteurs du Golan[23].
- Sous la pression du mouvement sioniste, qui veut placer les ressources hydrauliques sous son contrôle, la frontière nord s'est déplacée vers le nord (augmentant la superficie de la Palestine), incluant toute la mer de Galilée (ou lac de Tibériade) et la vallée de Yarmouk[23] ainsi que le Jourdain et le lac de Houla[24],[25]. Le contrôle des eaux de la mer de Galilée, également appelée lac de Tibériade, revient  à l’Empire britannique ; il en va de même des eaux de la vallée de Houla, cédée à la Palestine[12].

En 1926, un traité « de bon voisinage » modifie quelque peu la donne en accordant à la Syrie des droits sur le Jourdain. 
Les litiges concernant cette frontière reviennent sur le devant de la scène une première fois lors des accords signés en 1949 à la suite de la guerre israélo-arabe de 1948 ; une zone démilitarisée de 100 km2 y est alors établie, mais elle n'est pas respectée par Israël qui y détourne les eaux du Jourdain à partir du lac de Tibériade. 
Lors de la Guerre des Six Jours en 1967, Israël occupe 70 % de la surface du Golan ainsi que la partie supérieure du mont Hermon (2 224 mètres). A la perte du Golan s'ajoute pour la Syrie celle de la rivière Baniyas, un des principaux affluents du Jourdain.
Selon El Hassane Maghfour, auteur de Hydropolitique et droit international au Proche-Orient (2008), « loin de régler définitivement les problèmes de frontières dans la région, la convention Paulet-Newcombe porta en germe les futurs conflits territoriaux, qui verront le jour avec la création de l'Etat d'Israël ». Selon l'ambassadeur israélien Freddy Eytan, « la ligne Paulet-Newcombe ne tenait pas compte de la frontière naturelle du Jourdain et a conduit à de nombreuses attaques entre Israël et la Syrie concernant le contrôle des ressources en eau. Les zones de no man's land sont nées des divergences d'opinion lors des négociations des lignes d'armistice de 1949 ».

Fleuve du Jourdain (en bleu) en Israël et ses affluents : Baniyas, initialement en Syrie avant l'annexion du Golan en 1967 ; la rivière Yarmouk. Le mandat britannique en Palestine incluait les actuels Israël et Jordanie.

## Galerie
- L'accord de 1920, signé par l'ambassadeur britannique en France, Charles Hardinge et le ministre français des Affaires étrangères, Georges Leygues.
- L'accord de 1923, signé par le Lieutenant Colonel français N. Paulet et le Lieutenant Colonel britannique S. F. Newcombe (en).

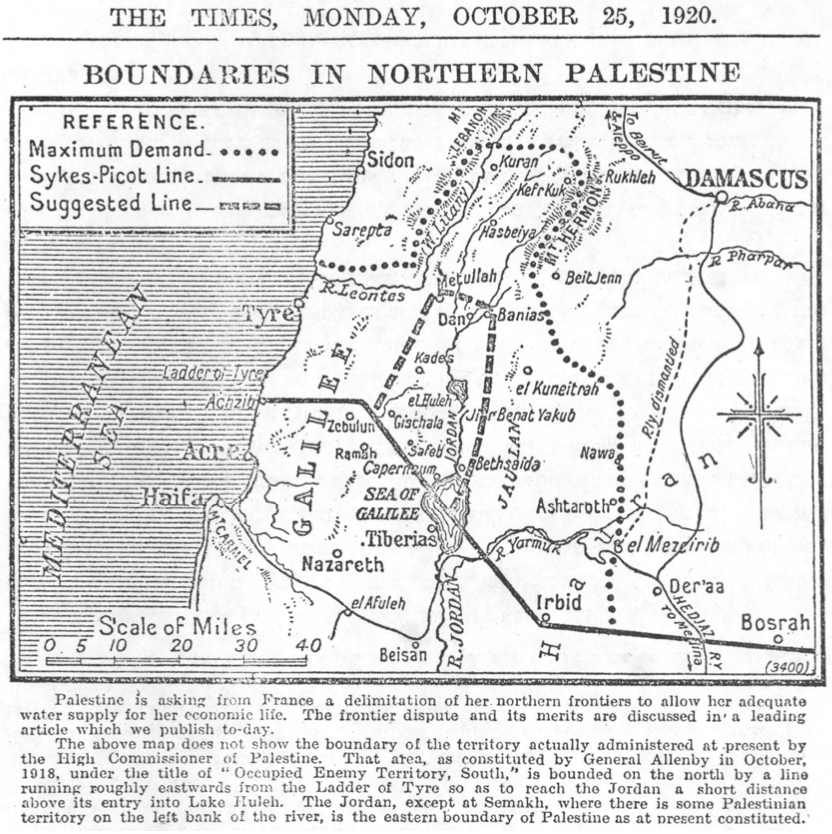
Article du Times, 25 octobre 1920, faisant état des discussions actives concernant la ligne de démarcation.
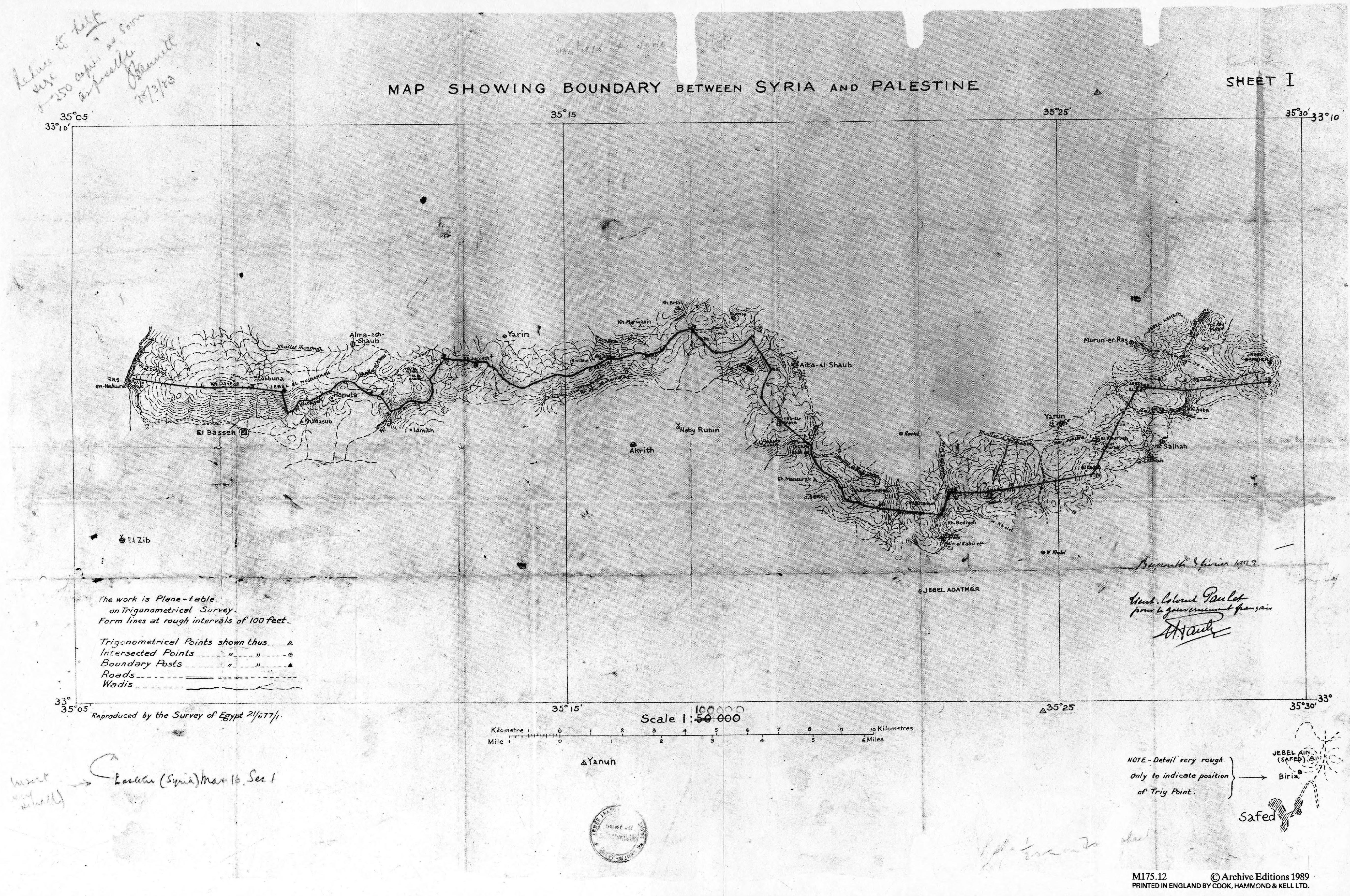
Ligne Paulet-Newcombe, p. 1.
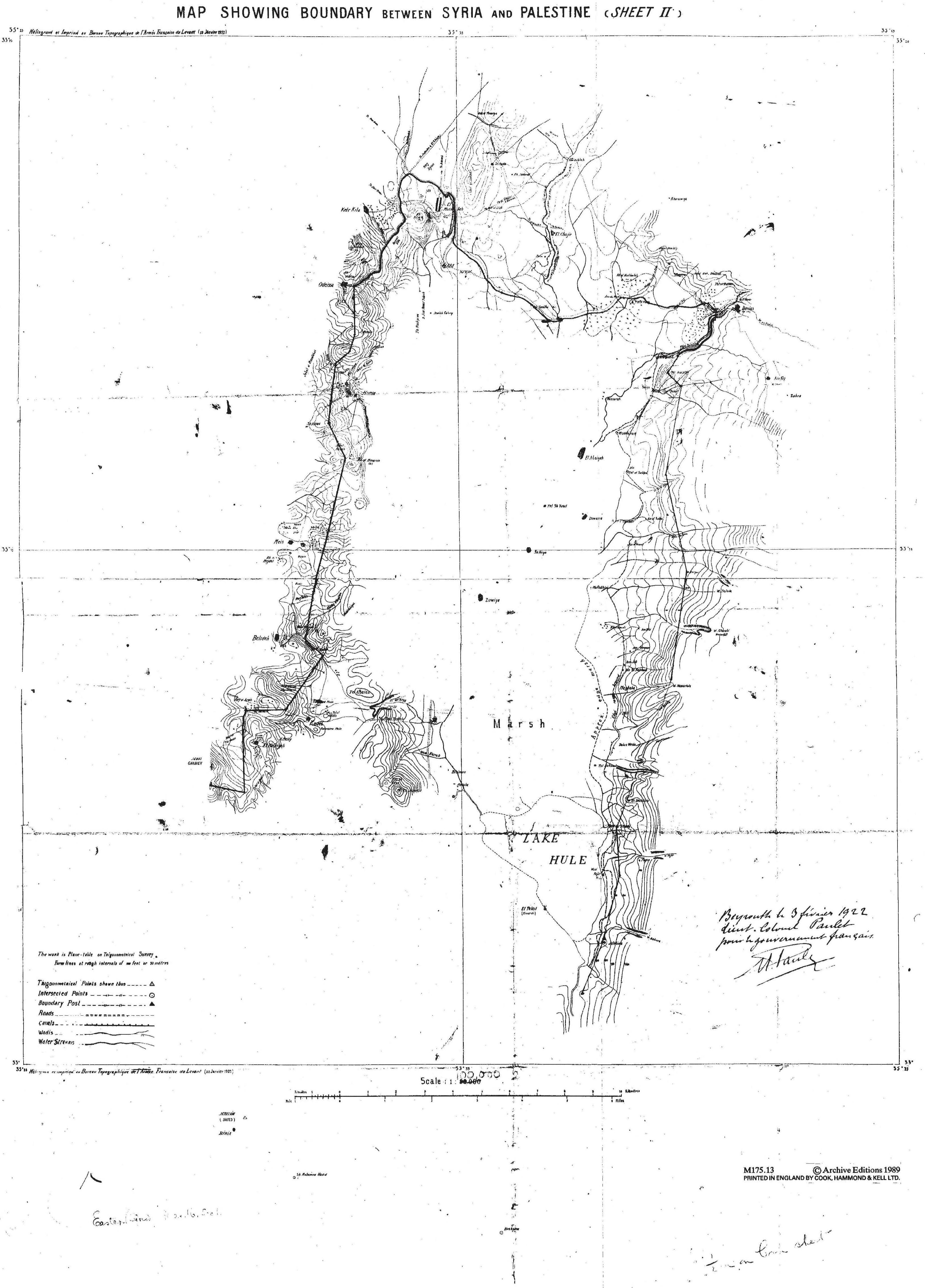
Ligne Paulet-Newcombe, p. 2.
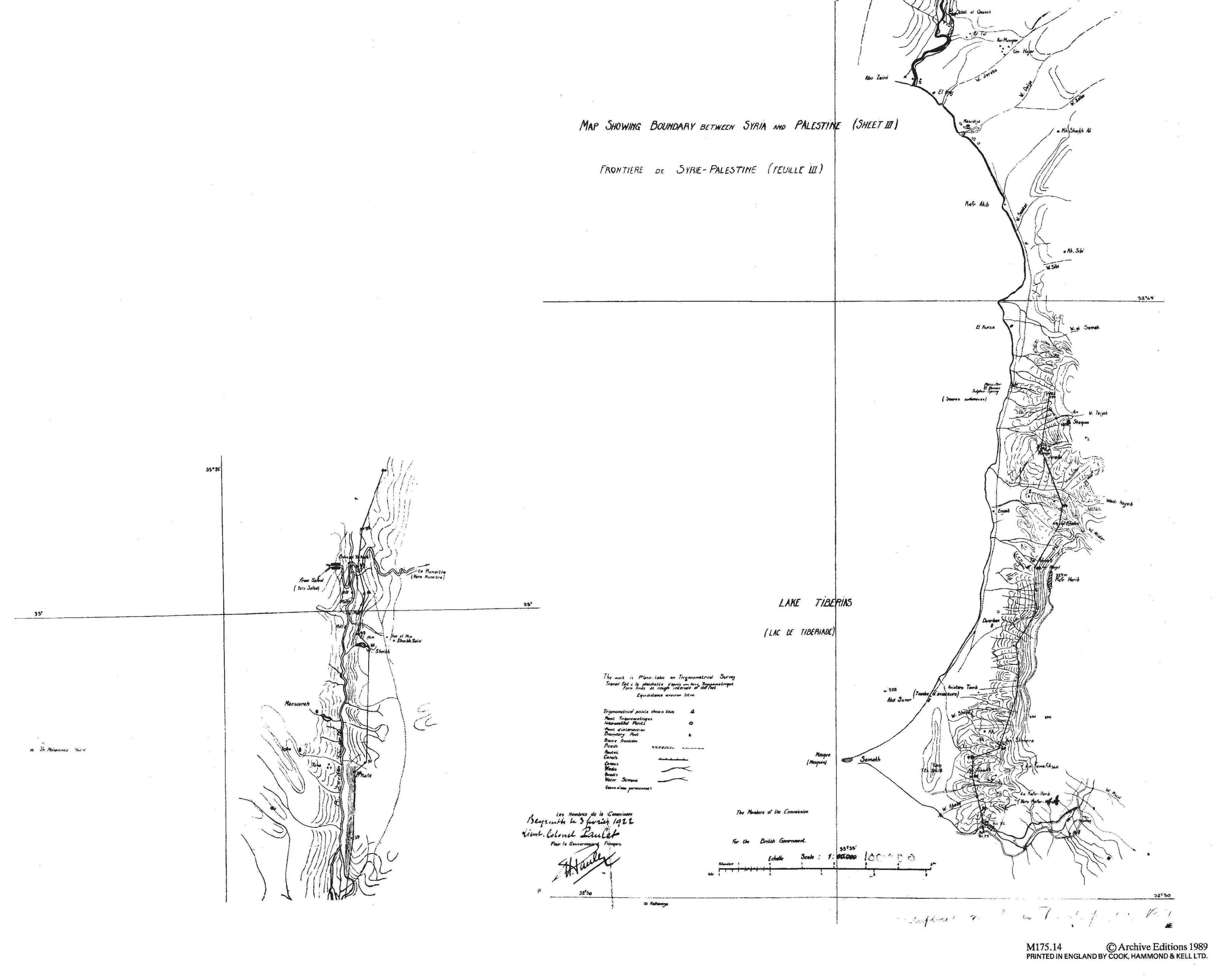
Ligne Paulet-Newcombe, p. 3.
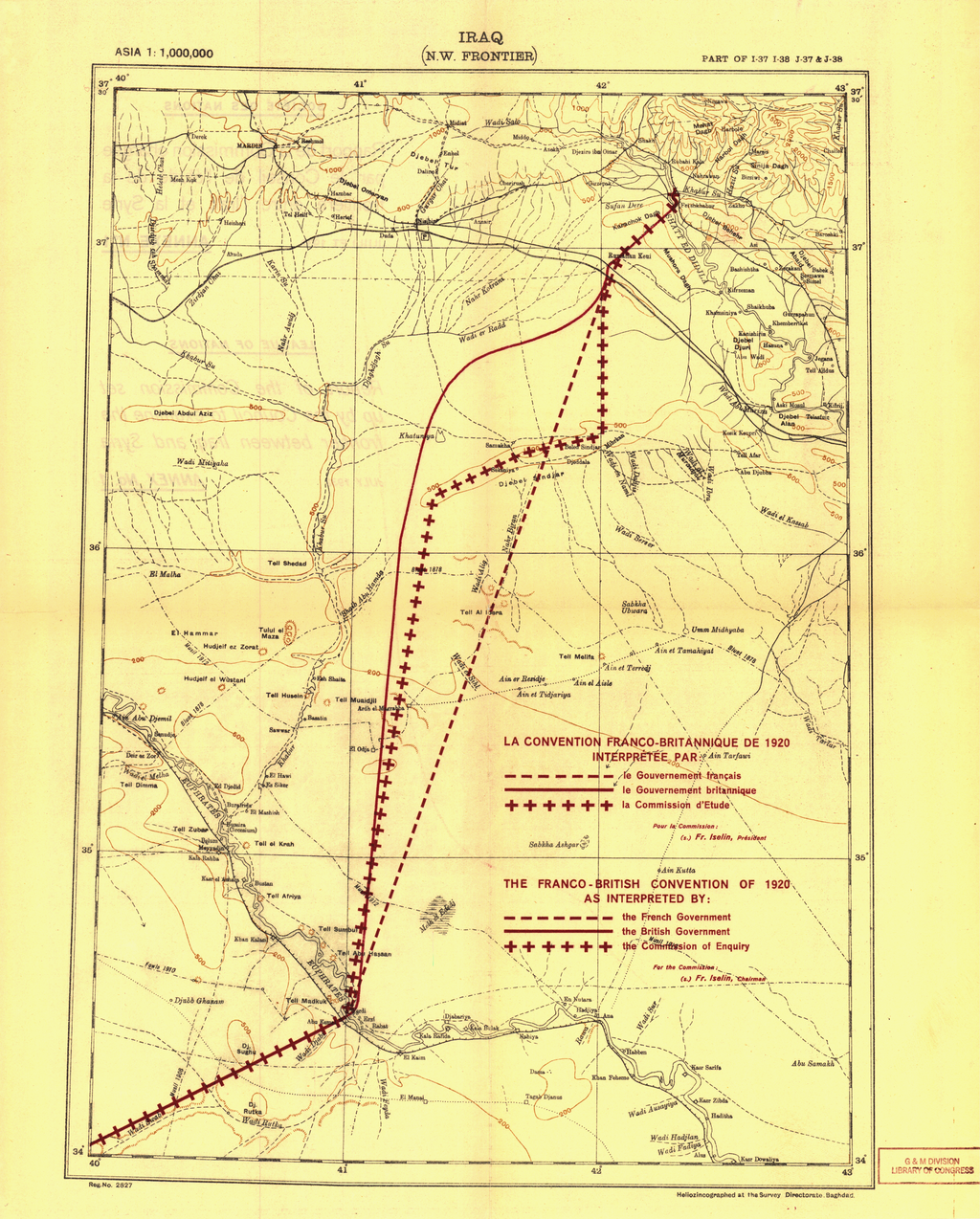
Rapport de la commission chargée par le Conseil de l'étude de la frontière entre la Syrie et l'Irak, 1932.
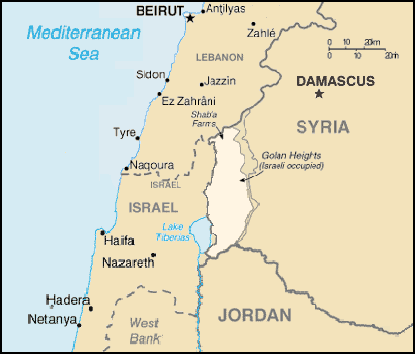
Le Golan syrien (de couleur claire) occupé par Israël depuis 1967.